# Maravédis
Le maravédis,, (de l'espagnol maravedí) était le nom de plusieurs monnaies des royaumes chrétiens ibériques entre les XIIe et XIVe siècles et ensuite une unité de compte monétaire des royaumes ibériques, puis une sous-unité jusqu'en 1862.

## Terminologie
Le substantif masculin ‹ maravédis › est emprunté à l'espagnol maravedi, lui-même emprunté à l'arabe مُرَابِطٍ (« qui concerne les Almoravides »), dérivé de مُرَابِطٌ (« Almoravides »), dynastie qui domine notamment le Maroc et la péninsule Ibérique de 1040 à 1147.
- Prononciation en français : ma-ra-vé-di
- Étymologie : provenç. marabeti, maraboti ; catal. morabatí ; espagn. et portug. maravedí ; de l'arabe marabetin (المرابطون) ; les marabetins, ou marabouts, ou Almoravides sont des Berbères qui ont régné en Espagne (aux XIe et XIIe siècles), et qui ont donné leur nom à une monnaie.

Petite monnaie espagnole de cuivre qui vaut un peu plus de l'ancien denier de France ; c'est la monnaie de compte dans les finances, comme dans le commerce. Trente-quatre maravédis font un réal d'argent.
À l'origine, les maravédis étaient des monnaies d'or et d'argent. Mais à partir du XVe siècle, le mot ne sert plus qu'à désigner des monnaies de cuivre et comme unité de compte.
Les seuls maravédis d'or dont l'inscription était en arabe ont été frappés sous le règne d'Alphonse VIII.

## Maravédis d'argent
D'abord une monnaie d'or de bon aloi, le maravédis fait un poids moyen de 3,8 g. À côté circule le sueldo (de solidus) pour l'argent et le dinero (de denarius) pour le billon. Au XIIe siècle, la plus petite pièce est l'obole (ou meaja), pesant à peine un demi gramme, composée de billon : il faut 480 oboles pour une libra d'argent et 2 pour un dinero. Ce système découle de l'empire romain.
La maravédis devient, avec les dépréciations au XIIIe siècle, une monnaie en argent métal. À la fin du XVe siècle, il est effectivement rendu comme unité de compte dans les écritures de négoce ; pendant tout le XVIe siècle, il sert de commune mesure dans l'évaluation des espèces d'or et d'argent. Lorsque les Rois catholiques, en 1497, reconstituèrent leur monnaie, ils statuèrent que le nouveau ducat d'or, l'excelente de la Granada, serait émis à l'équivalence de 375 maravédis et leur monnaie d'argent, le réal, à celle de 34 maravédis. Ce dernier cours ne varia pas pendant plus d'un siècle. De 1497 à 1642, pendant toute la période de la prépondérance espagnole en Europe, le réal conserva sa valeur intrinsèque — il était de 67 au marc, et au titre de 11 deniers 4 grains, soit 930/1000 ; le marc de Castille équivalant à 230 g, il pesait donc 3,43 g et représentait, au titre de 930 millièmes, 3,90 g d'argent fin. Ainsi, le maravédis, pendant 145 ans, fut l'équivalent d'une même quantité d'argent pur. En revanche, au cours de cette même période, le maravédis ne demeura pas l'équivalent de la même quantité d'or : si l'Espagne, maîtresse des plus riches mines de métal blanc du monde, put maintenir à sa monnaie d'argent une fixité qu'on ne trouve dans aucun pays à la même époque, il n'en alla pas de même de sa monnaie d'or.
Les monnaies coloniales espagnoles évaluées en maravédis:
- Le réal vaut 34 maravédis. Les réaux de vellon sont en cuivre argenté (en billon) et les réaux de plata - de valeur supérieure - en argent quasiment pur. Le real de plata est frappé et reste en circulation de 1497 à 1686. Les multiples du plata sont le real de a dos (68 maravédis), le real de a cuatro (136 maravédis), le real de a ocho (la pièce de huit réaux - 272 maravédis, puis 340 à partir de 1642)
- Le ducado (ducat), frappé de 1497 à 1537 a une valeur de 375 maravédis. Il est en or quasi-pur (23 carats 3/4). Après 1537, le nombre des ducats en circulation diminue considérablement ; le ducat devient surtout unité de compte pour des transactions d'importance.
- L'escudo est une pièce en or de 22 carats, frappée après 1537, d'une valeur de 350 maravédis. Pour tenir compte de la dévaluation de l'argent métal relativement à l'or, elle a été réévaluée d'abord à 400 maravédis, en 1556, puis 440 en 1609 et 550 en 1642.
- Les doblones sont un multiple de l'escudo. On distingue : le doblon de a dos (700 maravédis en 1537, 1 100 en 1642), le doblon de a quarto et le doblon de a ocho (2 800 maravédis en 1537, 4 400 en 1642)

## Galerie

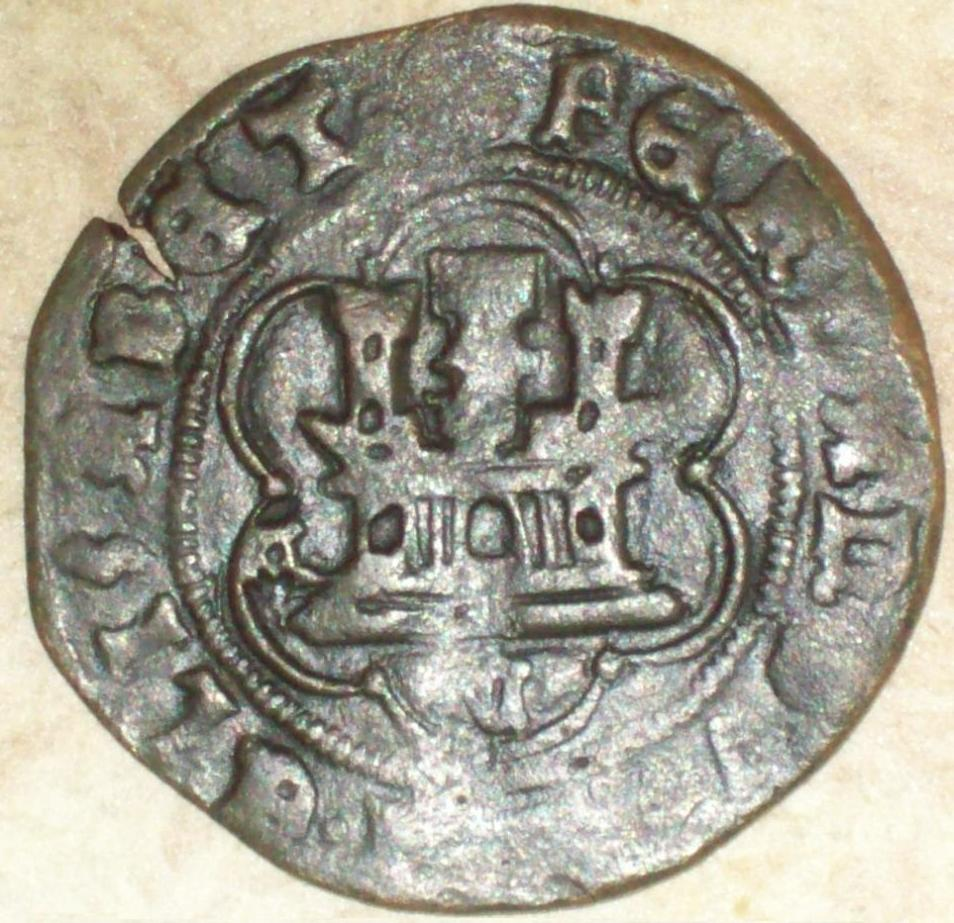
Avers d'une pièce de 4 maravédis des Rois catholiques, atelier de Cuenca.
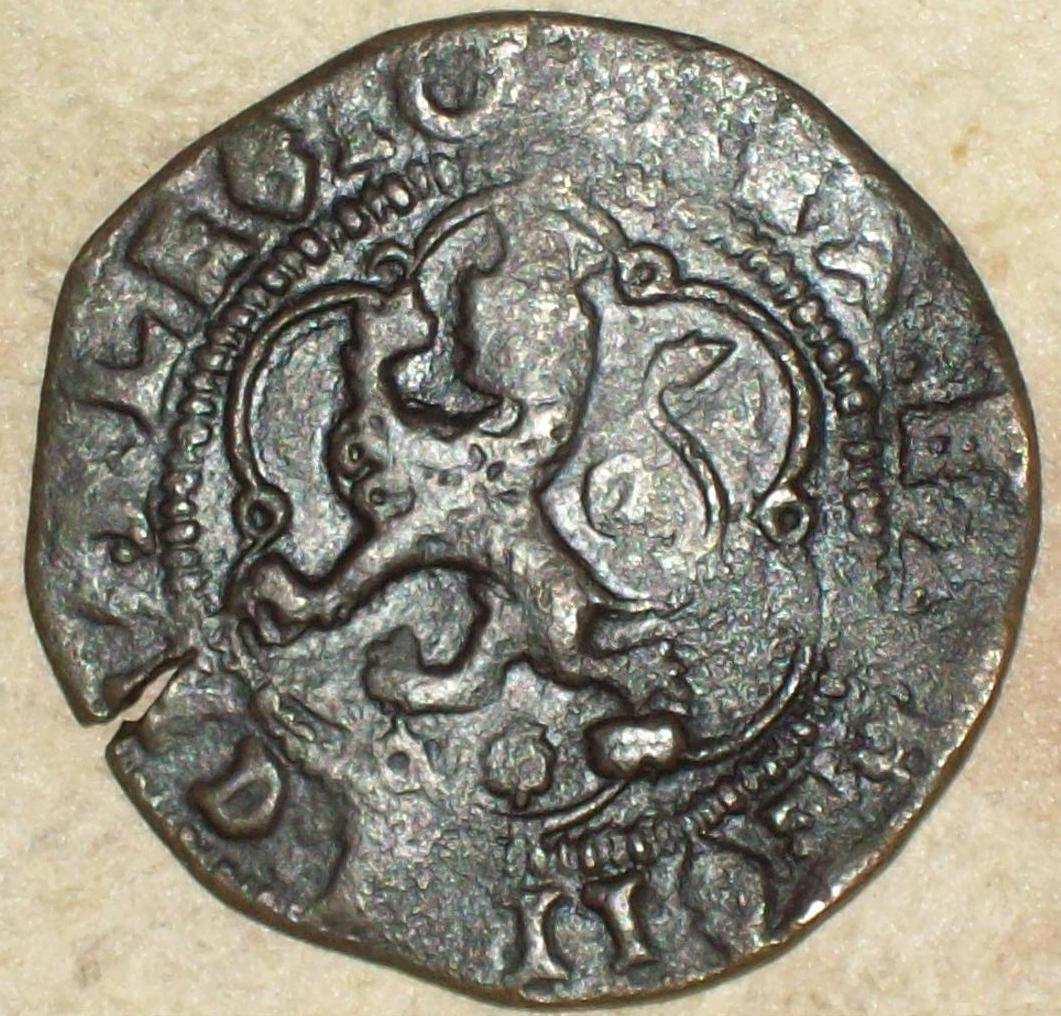
Revers d'une pièce de 4 maravédis des Rois catholiques, atelier de Cuenca.
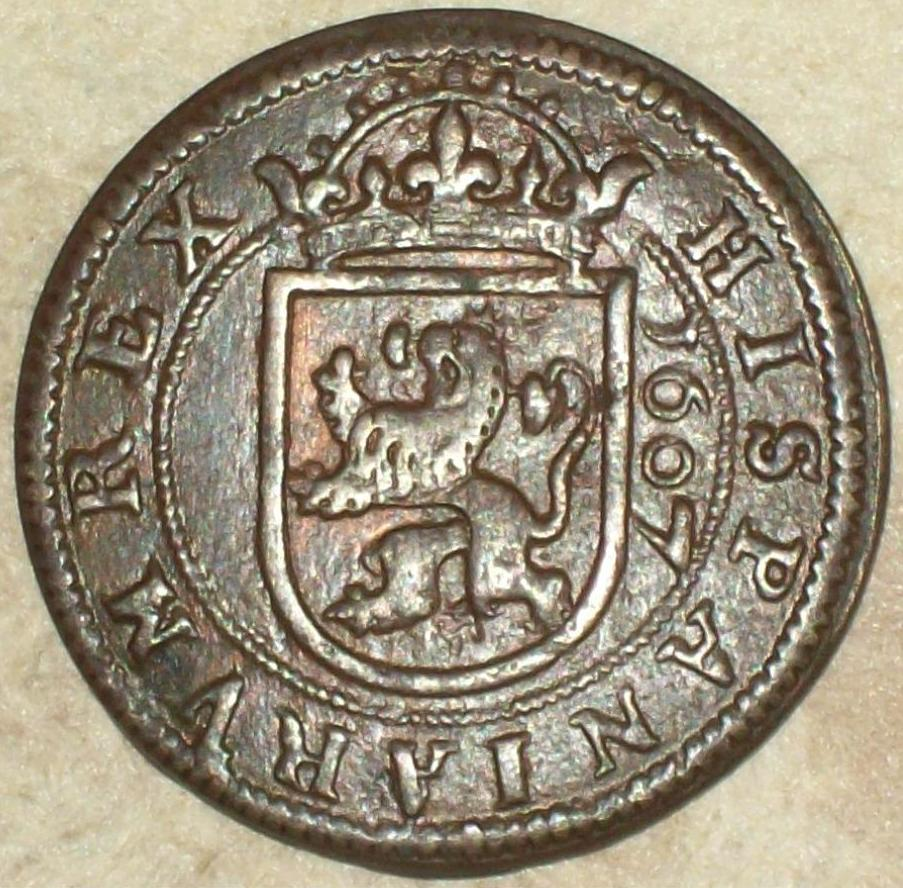
Avers d'une pièce de 8 maravédis de Philippe III, atelier de Ségovie de 1607.
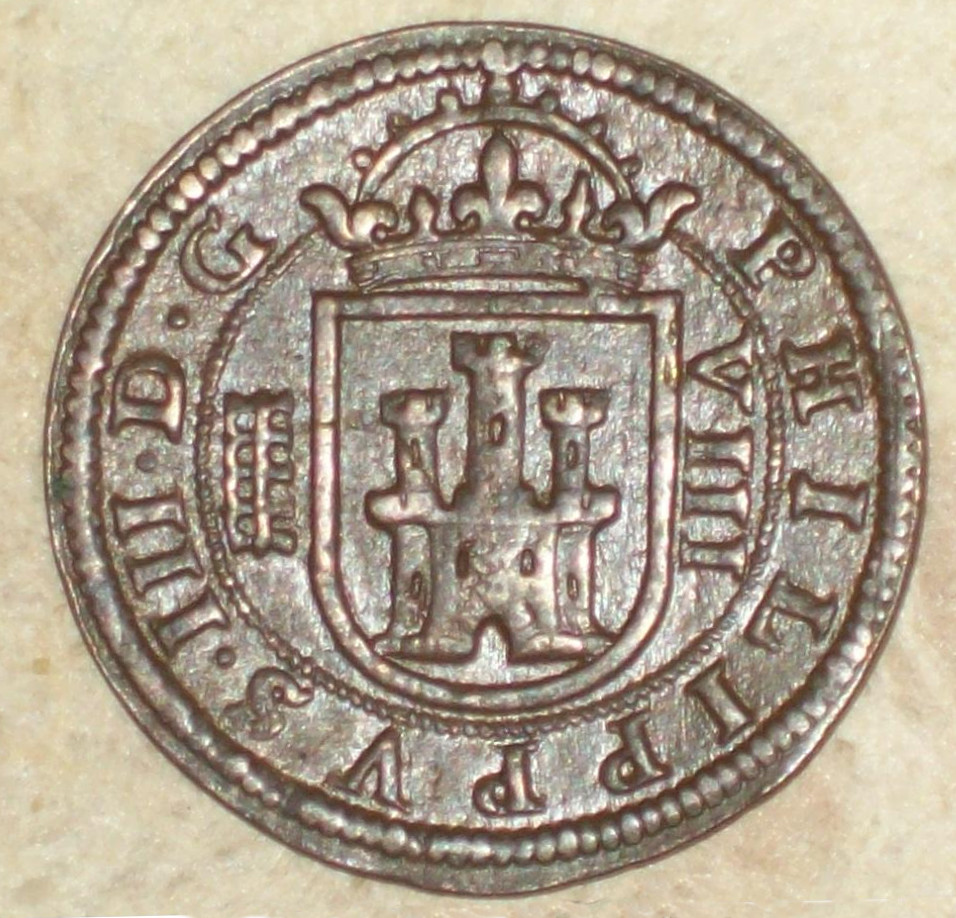
Revers d'une pièce de 8 maravédis de Philippe III, atelier  de Ségovie de 1607.
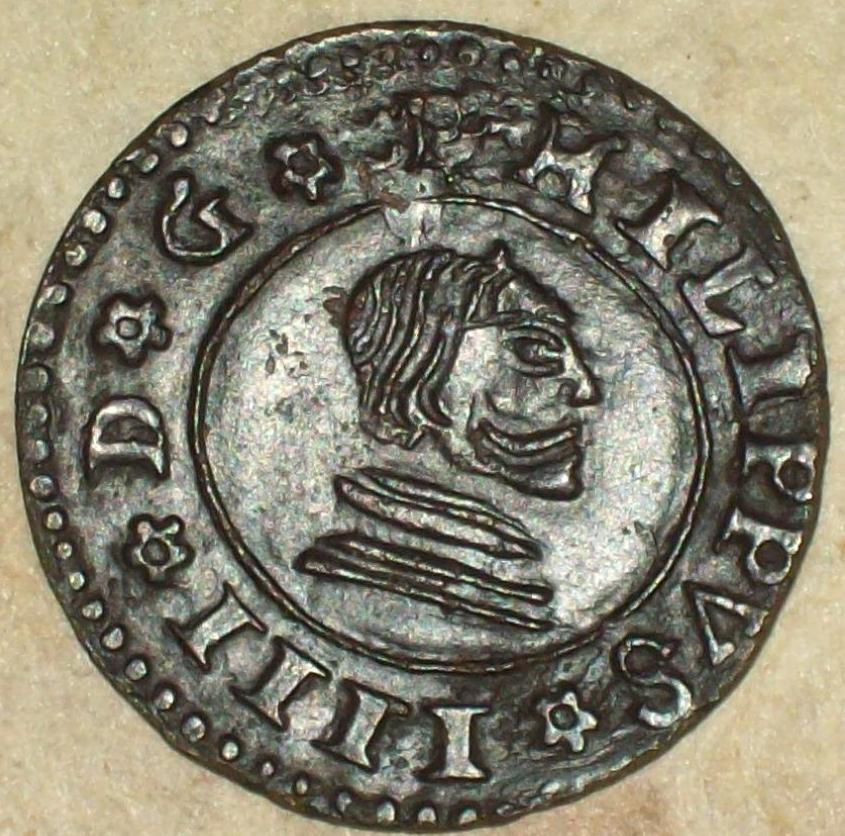
Avers d'une pièce de 16 maravédis de Philippe IV, atelier de Séville de 1662.
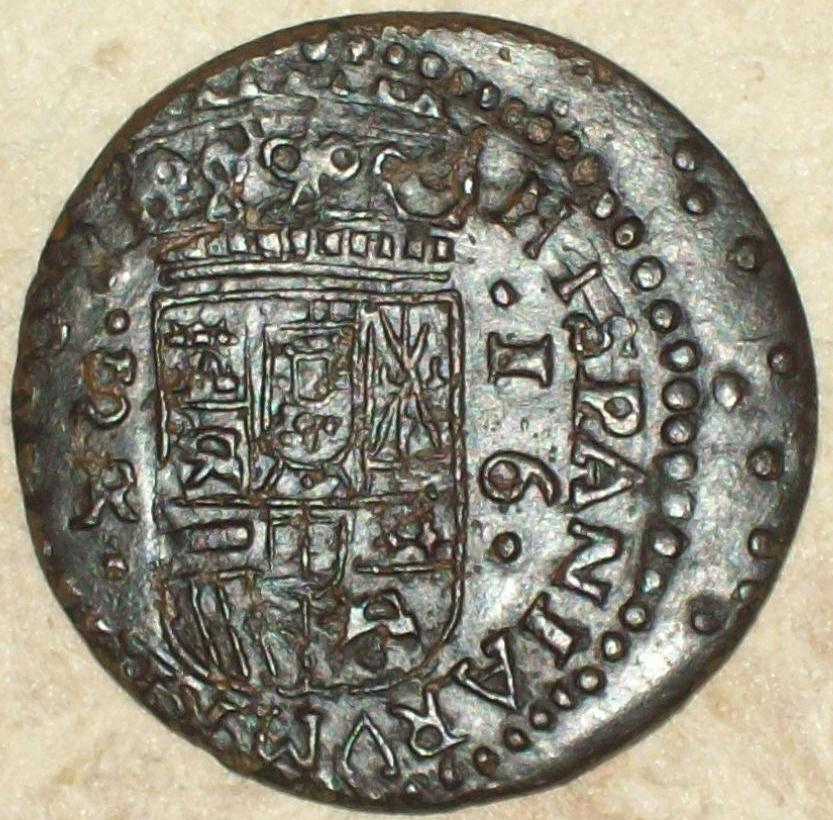
Revers d'une pièce de 16 maravédis de Philippe IV, atelier de Séville de 1662.
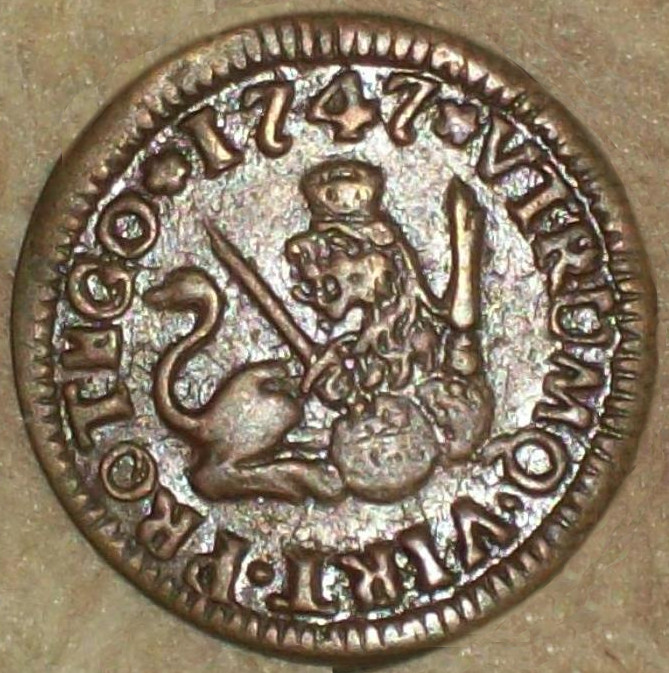
Avers d'une pièce de 1 maravédis de Ferdinand VI, atelier de Ségovie de 1747.
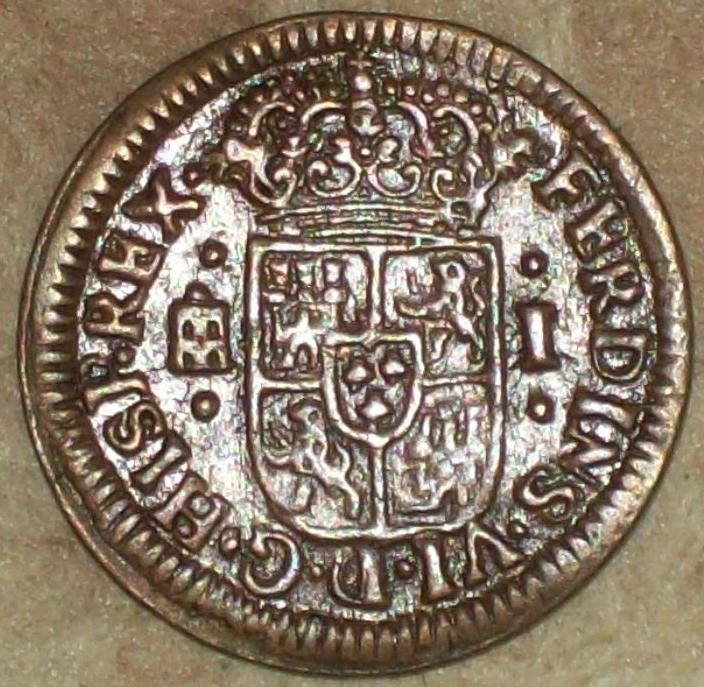
Revers d'une pièce de 1 maravédis de Ferdinand VI, atelier de Ségovie de 1747.